# Kapsula (mikrobiologija)
Kapsula je sluzava opna koja se stvara na citoplazmatskoj membrani bakterija, a izlučuje na površinu stanične stijenke Stvaraju je samo kapsulogene bakterije, a bakteriji omogućuje kolonizaciju i štiti ju od nepovoljnog utjecaja okoliša.

## Svojstva
Kapsulu imaju uglavnom bacili, neki streptokoki, rod Klebsiella i drugi. Neki je stvaraju uvijek, neki tek kad uđu u organizam zbog zaštite od vanjskih utjecaja i imunološke obrane. Različite vrste imaju različit sastav kapsule. Većina bakterija je pravi od polisaharida u obliku mreže kao npr. celuloza, dekstran i organske kiseline, aminošećeri, monosaharidi. Kapsula ima svoje antigene (K-antigeni), što omogućuje spajanje s homolognim antitijelom što izaziva bubrenje kapsule pa ona postane nekoliko puta deblja i može se uočiti pod mikroskopom (tuš preparat, faznokontrastni mikroskop). To se zove mikroprecipitacija ili Neufeldov fenomen i može poslužiti za identifikaciju bakterija.